# Primnoella australasiae
Primnoella australasiae är en korallart som först beskrevs av Gray 1849.  Primnoella australasiae ingår i släktet Primnoella och familjen Primnoidae. Inga underarter finns listade i Catalogue of Life.